# 사신 군
《사신 군》(일본어: 死神くん)은 엔도 코이치의 만화 작품이다. 프레시 점프, 월간 소년 점프에서 연재되었다. 점프 코믹스 전 13권, 애장판 및 문고판 전 8권.

## 등장인물
사신 군

악마 군

카아스케

주임

## 텔레비전 드라마
《사신 군》(일본어: 死神くん)의 타이틀로 텔레비전 드라마화. 2014년 4월 18일부터 6월 20일까지 TV 아사히의 〈금요 나이트 드라마〉 범위(금요일 23:15 ~ 24:15, JST)에서 방송되었다. 주연은 오노 사토시. 캐치프레이즈는, 〈축하합니다! 마중 나왔습니다.〉.

### 캐스트
사신 군 - 오노 사토시

감사관 - 키리타니 미레이

악마 - 스다 마사키

주임 - 마츠시게 유타카

### 스태프
- 원작 - 엔도 코이치 《사신 군》
- 각본 - 하시모토 히로시
- 음악 - 이즈츠 아키오
- 주제가 - 아라시 〈아무도 모른다〉 (제이 스톰)
- 감독 - 나카타 히데오, 츠네히로 죠타, 카케히 마사야, 모토하시 케이타
- 감독 보조 - 사에키 류이치
- 조감독 - 토자키 타카시
- 촬영 - 하야시 준이치로
- 음악 프로듀스 - 시다 히로히데
- 액션 코디네이트 - 노구치 아키히로
- 기술 협력 - 테이크 시스템즈
- CG·미술 협력 - TV 아사히 크리에이트
- 제너럴 프로듀스 - 우치야마 사토코(TV 아사히)
- 프로듀스 - 이이다 사야카, 니시카와 키미코(TV 아사히) / 시모야마 준(장고 필름)
- 제작 협력 - 장고 필름
- 제작 저작 - TV 아사히

### 방송 일자
| 각 화                                                      | 방송일          | 부제                                                                        | 원작                  | 감독            | 시청률 |
| ---------------------------------------------------------- | --------------- | --------------------------------------------------------------------------- | --------------------- | --------------- | ------ |
| episode1                                                   | 2014년 4월 18일 | 마음 미인 마중 나왔습니다! 당신의 목숨은 앞으로 3일 마지막은 내가 곁에 있다 | 《마음 미인 권》      | 나카타 히데오   | 11.2%  |
| episode2                                                   | 4월 25일        | 악마 탄생 데스 노트로 상사의 괴롭힘에 복수하는 남자!?                       | 《괴롭힘의 구도 권》  | 츠네히로 죠타   | 10.1%  |
| episode3                                                   | 5월 2일         | 그 바다에 여생 2일의 따님과 사랑의 도피행~사신VS악마                        | 《바다에… 권》        | 카케히 마사야   | 9.9%   |
| episode4                                                   | 5월 9일         | 신의 선택 밀실 화재…남겨진 5인의 운명은!?                                   | 《신의 선택 권》      | 모토하시 케이타 | 10.3%  |
| episode5                                                   | 5월 23일        | 노부부의 행복 ~나야 나 사기의 손자에게 악마가 속삭이다…!!                   | 《노인의 행복 권》    | 나카타 히데오   | 9.4%   |
| episode6                                                   | 5월 30일        | 잘 속음!? ~결혼 사기꾼에게 1000만 바치는 좋은 여자                          | 《잘 속음 권》        | 츠네히로 죠타   | 9.7%   |
| episode7                                                   | 6월 6일         | 연예계의 여제 배틀…!? 영광의 인기 가수의 최후의 노래                        | 《노래가 있는 한 권》 | 카케히 마사야   | 8.9%   |
| episode8                                                   | 6월 13일        | 최종장!! 피망과 내가 사는 길                                                | 《피망 먹었다 권》    | 모토하시 케이타 | 8.4%   |
| episode9                                                   | 6월 20일        | 안녕 상냥한 사신!! 최후는 나의 곁에 있어                                    | 《사신 실격 권》      | 모토하시 케이타 | 9.6%   |
| 평균 시청률 9.7% (시청률은 칸토 지구·비디오 리서치사 조사) |                 |                                                                             |                       |                 |        |

- 5월 16일은 《AFC 여자 아시안컵 2014 그룹 스테이지 일본×베트남》 방송 때문에 휴지.